# Fred Anton Maier
Pour les articles homonymes, voir Maier.
Fred Anton Maier, né le 15 décembre 1938 à Nøtterøy et mort le 9 juin 2015 à Nøtterøy, est un patineur de vitesse norvégien notamment quatre fois médaillé olympique.

## Biographie
Aux Jeux olympiques d'hiver de 1964 à Innsbruck en Autriche, Fred Anton Maier remporte deux médailles : le bronze sur 5 000 mètres et l'argent sur 10 000 mètres. Il obtient ses meilleurs résultats en 1968 : il est médaillé d'or sur 5 000 mètres et d'argent sur 10 000 mètres aux Jeux olympiques de Grenoble (France), champion du monde toutes épreuves et champion d'Europe toutes épreuves. Il remporte cette année-là le prix Oscar Mathisen, qui récompense la meilleure performance de la saison de patinage de vitesse. Au total, Maier bat onze records du monde entre 1965 et 1968,,.
Fred Anton Maier meurt le 9 juin 2015 à son domicile à Nøtterøy.

## Palmarès
| Compétition                             | Or             | Argent                          | Bronze         |
| Jeux olympiques                         | 1968 (5 000 m) | 1964 (10 000 m) 1968 (10 000 m) | 1964 (5 000 m) |
| Championnats du monde toutes épreuves   | 1968           | –                               | 1967           |
| Championnats d'Europe toutes épreuves   | 1968           | –                               | –              |
| Championnats de Norvège toutes épreuves | 1965           | 1966 1967 1968                  | 1961           |

## Records personnels
| Distance      | Temps         | Année |
| ------------- | ------------- | ----- |
| 500 mètres    | 41 s 8        | 1968  |
| 1 000 mètres  | 1 min 24 s 3  | 1969  |
| 1 500 mètres  | 2 min 6 s 1   | 1968  |
| 5 000 mètres  | 7 min 16 s 7  | 1968  |
| 10 000 mètres | 15 min 20 s 3 | 1968  |